# Филмов преглед № 4
„Филмов преглед № 4“ (на македонска литературна норма: „Филмски преглед бр. 4“) е филм от Република Македония от 1948 година, на режисьорите Киро Билбиловски, Трайче Попов. Производство е на филмово студио Вардар филм - Скопие. Филмовият преглед включва някои от известните за времето си ленти, сред които са произведения на Трайче Попов, Киро Билбиловски, Кочо Недков, Любе Петковски и други.